# Las Lomitas (Argentina)
Las Lomitas è una località del dipartimento di Patiño, nella provincia di Formosa, nell'Argentina settentrionale.

## Geografia
Las Lomitas è situata nel centro della provincia di Formosa, nella regione geografica del Chaco Central. Sorge a 300 km a nord-ovest dal capoluogo provinciale. A causa delle sue elevate temperature estive, che ne fanno il luogo più caldo del paese, è soprannominata la capitale nazionale della fornace.

## Storia
Las Lomitas nacque con la costruzione del primo tratto della ferrovia Formosa-Embarcación. Nel 1921 il Ministero dell'Agricoltura sancì come data della fondazione della città l'11 luglio 1914. La crescita del villaggio fu favorita dall'insediamento in loco di un distaccamento del Reggimento 9 di Cavalleria d'istanza a Formosa.

## Infrastrutture e trasporti
Las Lomitas è situata lungo la strada nazionale 81, che unisce Formosa alla provincia di Salta e alla Bolivia.